# Palácio de Eguemberga

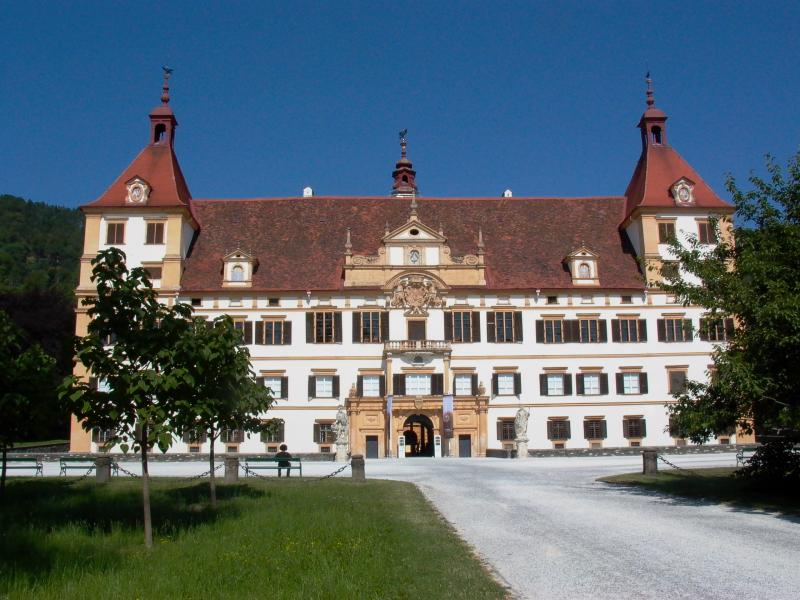
Fachada do Palácio de Eguemberga com o portal de entrada

O Palácio de Eggenberg[a] ou Palácio de Eguemberga[b] (em alemão: Schloss Eggenberg), em Graz, é o mais significativo complexo palaciano barroco na Estíria. Com os seus preservados complementos, os extensos jardins cenográficos, assim como algumas colecções adicionais do Universalmuseum Joanneum alojadas no palácio e parque, o Palácio de Eguemberga conta-se entre os mais valiosos bens culturais da Áustria. Com a história da sua construção e dos seus equipamentos, mostra as mudanças e o mecenato da nobre Casa de Eguemberga, a outrora mais poderosa família da Estíria, da qual foi sede.
O palácio está localizado a limite oeste de Graz, a capital da Estíria. Além dos jardins históricos e das salas de aparato, o Palácio de Eguemberga também oferece a oportunidade de visitar outras colecções: o canto norte do parque do palácio apresenta o Jardim dos Planetas (Planetengarten), e o lapidário de cantaria romana, assim como a entrada para o novo Museu Arqueológico, o qual acolhe a Carroça de Culto de Strettweg. A colecção de numismática, localizada nas antigas salas de cunhagem imperial de Baltasar de Eguemberga que remontam à Baixa Idade Média, e a colecção da Alte Galerie ("Galeria Antiga"), constituída por obras de arte datadas desde a época medieval até à Idade Moderna, também estão expostas no próprio palácio.

## História e arquitectura

### Construção

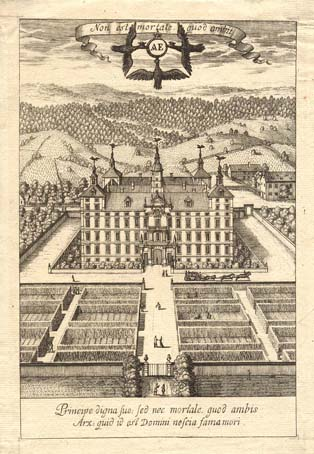
Perspectiva ideal de Eguemberga. Gravura em cobre por Andreas Trost, antes de 1700

Actualmente, apresenta-se à primeira vista como uma única nova construção do século XVII. No entanto, grande parte dos edifícios remontam à Baixa Idade Média e a construção continuou até ao início da Idade Moderna.
Baltasar de Eguemberga, financeiro de Frederico III, Sacro Imperador Romano-Germânico, comprou, entre 1460 e 1463, o "Orthof" nos campos de Algersdorf, a oeste de Graz. Esta residência nobre fortificada adquiriu o nome da família, sendo remodelada e ampliada nos anos seguintes. Ainda antes de 1470 foi construída uma capela quadrada na torre autónoma. Uma indulgência papal datada de 30 de maio de 1470 confere certos privilégios à "Capella Beate Marie Virginis Sita In Castro Eckenperg" - a Capela da Virgem Maria no Castelo de Eguemberga. Este documento prevê o "terminus ante quem" para a sua conclusão. Baltasar doou para esta capela um magnífico políptico, cujos painéis estão actualmente de volta ao local original. Esta capela tornar-se-ia no núcleo do novo palácio construído pelo bisneto de Baltasar, João Ulrico de Eguemberga.

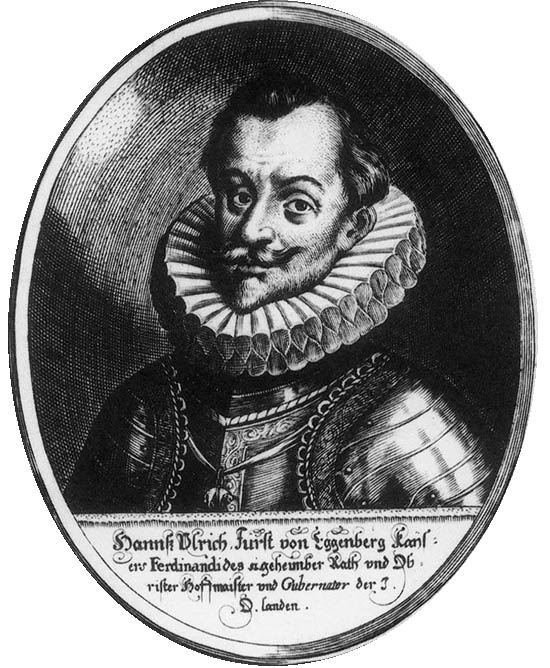
Gravura em cobre com o retrato de João Ulrico de Eguemberga, século XVII

No século XVI, este castelo medieval, provavelmente em forma de "L", com uma torre foi repetidamente ampliado e adaptado à posição social da família. Características no edifício, a parte desta fase de construção ainda hoje visível, são os caixilhos das janelas, que dão informação sobre a antiga altura dos pisos, janelas bíforas travejadas e enquadradas com folhas de acanthus e pitorescas decorações em salas separadas.
Como este edifício já não podia atender as exigências da nova família principesca, começaram em 1625 renovações fundamentais. Durante a Guerra dos Trinta Anos, João Ulrico de Eguemberga, o jovem primo do General Ruprecht de Eguemberga, conduziu, como um soberbo diplomata e estadista, a política externa do seu imperador, Fernando II, enquanto o seu homólogo e adversário político, o Cardeal Richelieu, guiava a do rei Luís XIII de França. Como chanceler e confidente pessoal próximo de Fernando II, João Henrique desejou uma grandiosa residência representativa do seu novo estatuto e autoridade quando foi nomeado "Gubernator" (Governador) da Áustria Interior, depois do imperador escolher Viena como sua capital imperial. As partes mais antigas já existentes foram habilmente integradas no novo edifício. A sede da família não foi completamente destruída, por um lado, provavelmente devido ao elevado custo dos materiais de construção e, ao mesmo tempo, por um desejo manifesto. A capela gótica de Santa Maria manteve-se inalterada, sendo mesmo designada como ponto central da nova disposição.

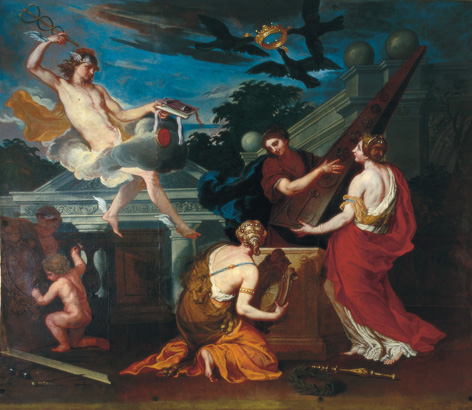
Representação pictórica de Mercúrio no Salão dos Planetas

Em 1625, o Príncipe João Ulrico de Eguemberga encarregou o arquitecto da corte Giovanni Pietro de Pomis com o planeamento do seu novo palácio. Natural de Lodi, perto de Milão, de Pomis tornou-se no mais importante artista da corte de Graz como arquitecto, pintor e medalhista. Juntamente com João Henrique, tinha acompanhado o arquiduque Fernando na visita da corte à Itália e à Espanha. Esta deslocação influenciou, com grande probabilidade, a linguagem formal arquitectónica de Pomis. O seu estilo baseia-se na arquitectura maneirista italiana, mencionando especialmente os edifícios de Palladio e o caracteristicamente sóbrio Estilo Herreriano. A disposição do piso térreo do Palácio de Eguemberga segue quase fielmente a do Palazzo Thiene, de Vicenza, enquanto o exterior, apesar das enormes diferenças de dimensão, recorda duma forma incrivelmente forte o Palácio e Mosteiro de El Escorial, perto de Madrid. Outros paralelos podem ser encontrados nas semelhanças estilísticas, como a sobriedade e a ênfase dada à horizontalidade das fachadas, a elevação duma torre em cada canto, assim como o confronto entre o salão de festas e a igreja. No entanto, a característica mais importante comum a estes dois edifícios encontra-se no simbolismo da arquitectura, que formulou as ideias dos respectivos proprietários sobre a natureza do universo numa global abordagem intelectual simbólica.

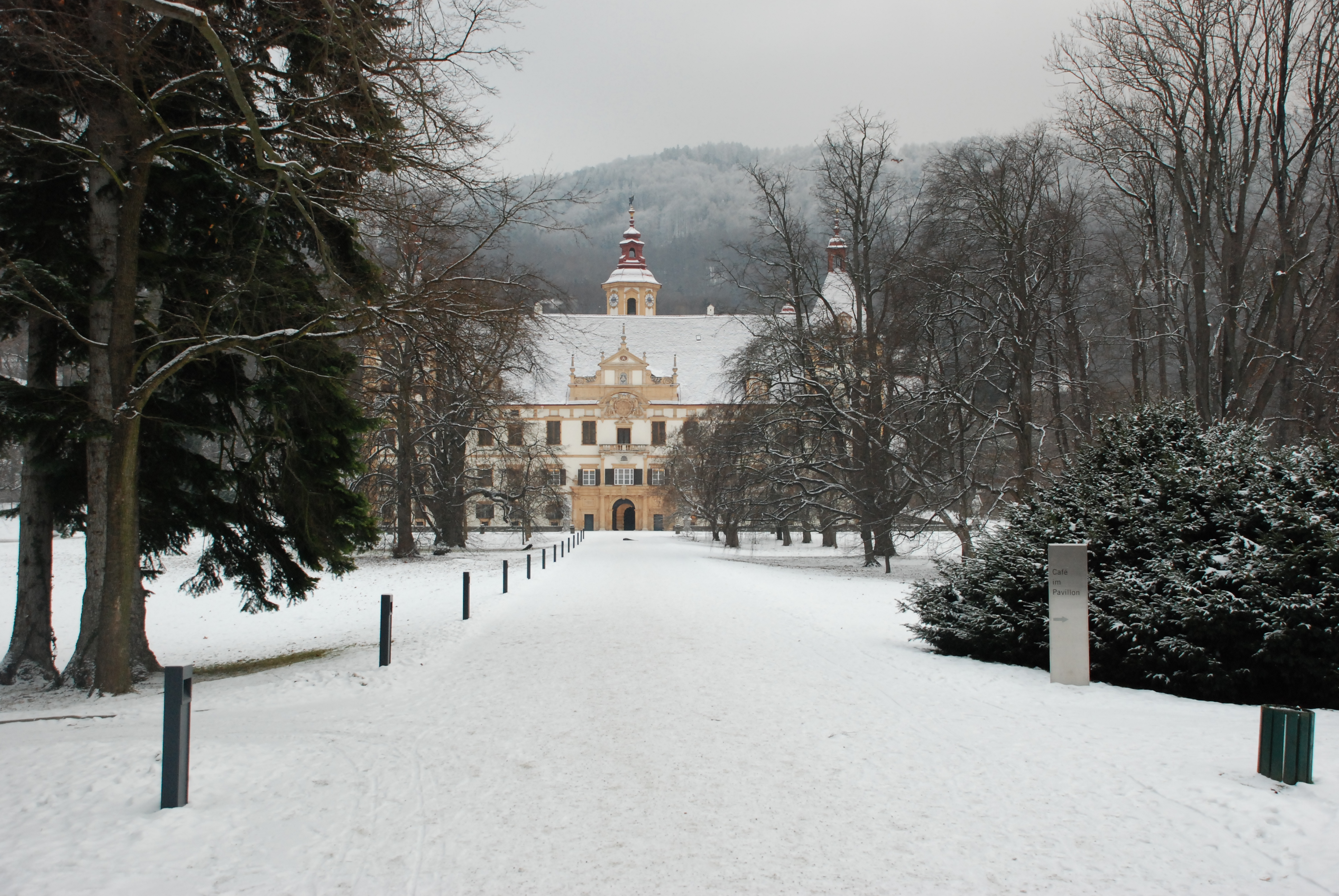
O Palácio de Eguemberga no inverno

O próprio De Pomis conduziu os trabalhos de construção até à sua morte, ocorrida em 1631. O mestre construtor de fortalezas Laurenz van de Syppe continuou o trabalho por dois anos, até que a construção acabou por ser terminada por ambos os contramestres de De Pomis, Pietro Valnegro e Antonio Pozzo. A estrutura parece ter ficado concluída em 1635 ou 1636, a que se seguiram os trabalhos de ornamentação de pedreiros e carpinteiros, entre 1641 e 1646. Nessa época, o palácio já era utilizável e foi temporariamente habitado pela família. Com a morte repentina do segundo príncipe, Johann Anton, o trabalho de ornamentação do piso nobre foi temporariamente interrompido.
A partir de 1666, Johann Seyfried de Eguemberga, neto de João Henrique, desenvolveu o palácio de acordo com o esplendor e a grandeza do estilo barroco. Sob o seu patrocínio, foram realizadas em apenas sete anos as cerca de 600 pinturas do ciclo de tectos das salas de aparato. O palácio devia estar concluído em 1673, uma vez que nesse ano hospedou a noiva imperial, a Arquiduquesa Claudia Felizitas do Tirol, por ocasião do seu casamento em Graz com Leopoldo I, Sacro Imperador Romano-Germânico. Só o salão de festas não tinha qualquer decoração pictórica. Hans Adam Weissenkircher começou o seu serviço como pintor da corte principesca de Eguemberga em 1678, tendo concluído o ciclo de pinturas do salão de festas, agora chamado de Salão dos Planetas, em 1684/1685, completando, deste modo, a primeira fase dos trabalhos.

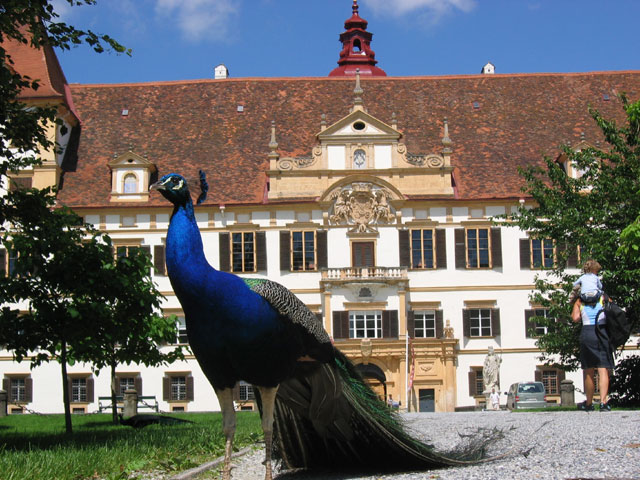
Pavão frente à fachada principal do Palácio de Eguemberga

Depois da extinção da linha masculina da família de Eguemberga, as salas de aparato do Palácio de Eguemberga foram deixadas meias vazias e em estado de abandono. O marido da última princesa de Eguemberga, Conde Leopoldo, Conde Herberstein, ordenou uma profunda renovação do complexo. Entre 1754 e 1762, o edifício e o jardim passaram por uma importante segunda fase de decoração, desta vez em completo acordo com os gostos do rococó. Em particular, a apresentação do piano nobile foi modernizada. No entanto, o Salão dos Planetas e todo o ciclo das pinturas de tecto permaneceram quase inalterados. Desta forma, os trabalhos limitaram-se às decorações das paredes, lareiras e peças de mobiliário. De acordo com os gostos da época, foram introduzidos três gabinetes do leste asiático e cinco salas de aparato do lado norte receberam novos revestimentos de parede. A mais extensa alteração foi, provavelmente, a demolição do teatro do Palácio de Eguemberga, no lugar do qual foi erguida uma igreja palaciana barroca. O director destas obras foi o arquitecto da corte de Graz Joseph Hueber, um aluno de Johann Lukas von Hildebrandt.
A terceira fase de evolução ocorreu durante o século XIX e limitou-se às salas residenciais do primeiro andar do palácio. O piano nobile permaneceu intacto e sem uso por todo um século. O principal foco de atenção neste período foi a total transformação do jardim formal barroco num romântico jardim paisagístico em estilo inglês.
Todo o complexo permaneceu na posse da família Herberstein até 1939. Pouco antes da Segunda Guerra Mundial, o Palácio de Eguemberga foi adquirido com o seu parque pela província da Estíria. O mais antigo museu na Áustria, o Landesmuseum Joanneum, que havia sido instituído no dia 26 de Novembro de 1811, encarregou-se da administração do palácio e do parque. Foi este museu que conduziu os extensos trabalhos de restauro e reparação dos danos que ocorreram durante a Segunda Guerra Mundial e a subsequente ocupação pelos Aliados, tendo reaberto ao público o Palácio de Eguemberga e o seu parque em 1953.

### Programa

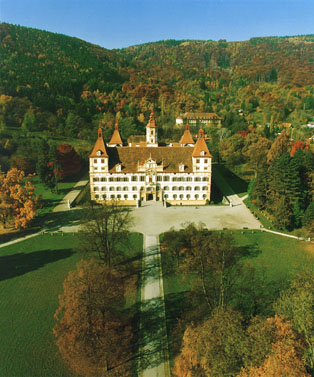
Vista aérea do Palácio de Eguemberga

Com a sua nova residência, o príncipe João Ulrico de Eguemberga, o criador intelectual do programa do palácio, realizou um conceito arquitectónico profundamente influenciado pelas noções humanistas da magia como a prática da filosofia natural e da ordem racional do mundo. Acima de tudo, a astronomia, a astrologia e a alquimia eram importantes componentes na educação dum príncipe urbano. Além de representar o novo estatuto do príncipe, todos estes aspectos foram incorporados no conceito do novo edifício como um símbolo do Universo como um sistema bem ordenado, hierarquizado e lógico-matematicamente explicável.
De planta rectangular, o centro geométrico é formado pela torre central que se ergue por cima da capela gótica. Em cada esquina eleva-se uma torre. A esquina exterior de cada uma das quatro torres indica precisamente um ponto cardeal. O número quatro representa ainda as quatro estações do ano e os quatro elementos. Uma outra base para a construção do Universo do Palácio de Eguemberga é o calendário. O sistema do calendário gregoriano representava uma grande inovação no momento da construção do palácio, ordenando a sua edificação lógica e matematicamente e reflectindo todos os valores da época. O Palácio de Eguemberga tem 365 janelas exteriores, uma para cada dia do ano. Destas, 52 encontram-se nas 24 salas do piano nobile, representando as semanas dum ano. O segundo andar contém essas 24 salas de aparato numa disposição em forma de anel, o que simboliza as horas de cada dia. Uma vez que todo o edifício está estruturado simetricamente, o segundo andar é formado por duas metades iguais, incluindo uma das metades 12 salas para o dia e a outra metade 12 para a noite. Cada piso no edifício contém exactamente 31 divisões, contando o número máximo de dias num mês do calendário. As 52 janelas do piano nobile com as 8 janelas do Salão dos Planetas formam um total de 60, representando tanto o número de segundos num minuto, como o número de minutos numa hora.
O planeamento do espaço deve ser entendido como um programa. O edifício segue uma ordem estritamente hierárquica. No piso térreo, os espaços destinavam-se apenas a áreas de serviço. O primeiro andar atendia a vida quotidiana; era ali que se encontravam as salas de estar da família e foi ali que, precisamente no eixo central, sobre o portão de entrada, João Henrique fixou o seu salão de audiências. O segundo andar era um piso de aparato, apropriadamente subdividido em apartamentos para os hóspedes, acomodando e apoiando salas de representação e de festas. Neste piso, exactamente no eixo central sobre o portão de entrada e o salão de audiências, fica o Salão dos Planetas como ponto culminante do programa.

### O Salão dos Planetas

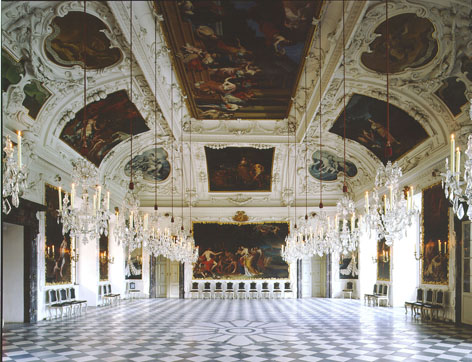
Salão dos Planetas do Palácio de Eguemberga

O Salão dos Planetas, o principal salão de festas fica no ponto central do Programa no início e no final do anel constituído pelas 24 salas de aparato. O ciclo de pinturas da autoria de Hans Adam Weissenkircher associa o programa arquitectónico com a ornamentação do palácio, conseguindo deste modo uma alegoria da "Era Dourada", que prevaleceu durante o reinado da família Eguemberga. Os tectos e as abóbadas receberam sete pinturas a óleo, que representam os sete planetas clássicos conhecidos na Antiguidade e as suas propriedades. O significado simbólico culmina nestas pinturas porque, ao mesmo tempo, faz a ligação com os sete metais alquímicos, os sete dias da semana, as sete grandes propriedades da família e com os sete principais membros da família. Nos cantos da abóbada estão representados os quatro elementos. As paredes entre as janelas suportam grandes quadros a óleo representando os 12 Signos do Zodíaco e chamando a atenção para os 12 meses do ano.

### O piso nobre

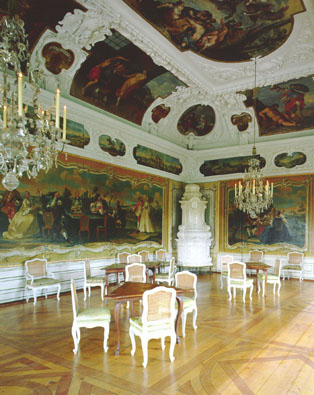
Salão de Jogos com cobertura das paredes por J. A. B. Raunacher

As 24 salas do segundo andar do palácio estão dispostas sob a forma dum anel. O programa das pinturas do tecto inclui cerca de 600 cenas individuais, com as quais se pretende contar a história da Humanidade e do mundo, com cenas da Mitologia Grega e Romana, cenas religiosas do Antigo Testamento e lendas históricas da Europa Ocidental. Este programa dos tectos com as suas molduras em estuque datam do primeiro de ornamentação no século XVII.

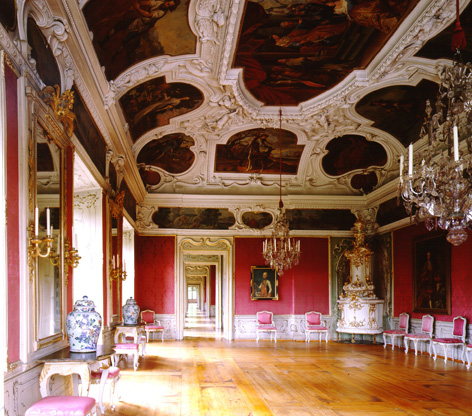
Enfiada de salas de aparato no piso nobre

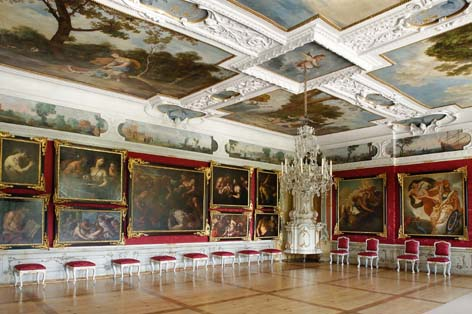
Galeria no piso nobre do Palácio de Eguemberga

Sob o casal Eguemberga-Herberstein, as 24 salas do piano nobile foram redecorados ao gosto rococó a partir do século XVIII. Além das novas peças de mobiliário, lustres e candelabros de parede e fogões de alta qualidade em faiança, quase todas as salas receberam novos revestimentos em sede monócroma adamascada. Cinco salas na ala norte do piano nobile foram equipadas com grandes coberturas em tela pintada. O artista estírio Johann Anton Baptist Raunacher dedicou cada sala a um tema diferente; no Palácio de Eguemberga podem encontrar-se cenas teatrais, de jogo e de caça, juntamente com cenas sociais e pastorais.
Entre as salas foram instaladas altas portas duplas e foi durante este período que o teatro do palácio, na ala oeste, foi convertido numa igreja palaciana em estilo barroco. Adicionalmente, três foram integrados três preciosos gabinetes orientais na sequência de salas. Os primeiros dois estão adornados com valiosos pratos e taças em Porcelana de Imari, assim como com pinturas em seda chinesa. Nas coberturas da parede do terceiro gabinete foram usadas oito painéis dum precioso biombo (byōbu) japonês. Estes divisores tradicionais mostram o palácio e a cidade fortificada de Osaca antes de 1615, sendo possível determinar que os painéis foram executados pouco depois, provavelmente na segunda metade do século XVII. A partir do início da Idade Moderna existem muito poucas representações de Osaka antes da sua destruição, pelo que esta obra é particularmente notável. Tendo em conta o ponto de vista de Osaka, os painéis do Palácio de Eguemberga representam uma exposição única.

## O parque

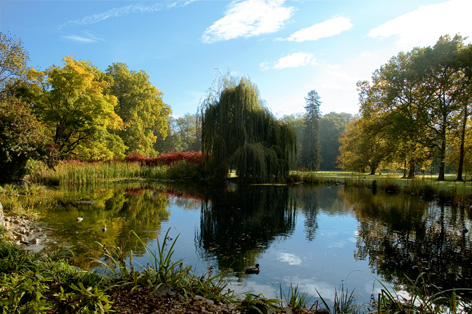
Lago no jardim à inglesa

Todos os vários proprietários e construtores sempre olharam para o palácio e os jardins envolventes como elementos correspondentes. Deste modo, as gerações sucessivas foram fazendo alterações significativas.
Logo no momento da construção do palácio, no século XVII, um relatório já dá conta da existência dum jardim murado a sudeste do edifício. A seguinte grande expansão do jardim ocorreu após a conclusão da casa por Johann Seyfried de Eguemberga. No último terço do século XVII o jardim foi generosamente ampliado em volta do edifício, seguindo o padrão do estritamente subdividido jardim à italiana, com parterres, áreas com bosquetes, fontes, aviários e jardins de faisões.
No século XVIII, após a extinção da família de Eguemberga, Johann Leopold, Conde Herberstein, permitiu que toda a organização fosse remodelada sob a forma dum jardim rococó à francesa. A sua dimensão é marcada pelo muro de delimitação ainda hoje existente. Deste período, para além do muro, só foram preservados o pavilhão e as quatro estátuas colossais em frente ao palácio. Logo a partir da década de 1770, os jardins de Eguemberga foram abertos à população de Graz.
No entanto, com o advento do Iluminismo e a liberalização das ideias sob José II, Sacro Imperador Romano-Germânico, no final do século XVIII, também mudou a natureza fundamental da consciência na Áustria. Os jardins barrocos eram entendidos como feios, com normas demasiado rígidas e com a natureza limitada. Também Jerome, Conde Herberstein, como amante fanático de jardins, partilhou desta perspectiva e, em 1802, solicitou a transformação do parque do Palácio de Eguemberga num romântico jardim à inglesa. Os labirintos, as fontes, os caminhos rectos e a estrutura hierarquizada de todo o jardim, assim como um grande terraço panorâmico a norte do palácio, tiveram que desaparecer, dando lugar ao "regresso à natureza" no sentido de Jean-Jacques Rousseau. Tolerando o caminho recto de entrada, que foi preservado, o objectivo foi criar vistas artificiais com os novos caminhos sinuosos e a ilusão de estar numa pintura de paisagem arcadiana, com a plantação deliberada de árvores individuais e de bosquetes, como aquelas de Claude Lorrain, artista cujo trabalho inspirou os desejos de Stourhead House e de muitos outros palácios. O ponto culminante deste jardim oitocentista era a Colina das Rosas (Rosenhügel), recentemente restaurada, facilmente subida por um caminho em redor do planalto, sendo possível ter uma visão geral e desfrutar todo o jardim à maneira biedermeier sob uma sombra artificial.

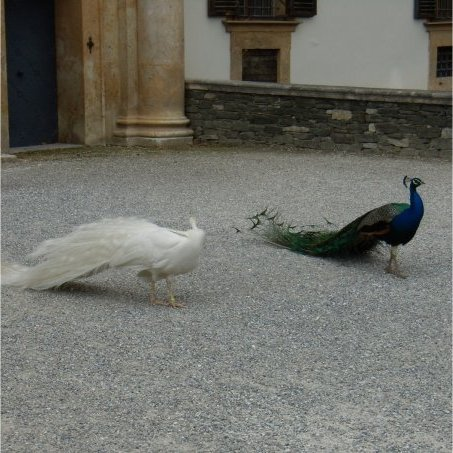
Pavões na ponte do Palácio de Eguemberga

O início do século XX assistiu a uma diminuição do interesse nos jardins do palácio, não contando o parque do Palácio de Eguemberga com qualquer jardineiro. Isto teve consequências infelizes, com os componentes individuais do jardim sendo demolidos e o resto a desaparecer debaixo do matagal ao longo das décadas; deste modo, toda a disposição se tornou mais ou menos num simples parque de cidade.
O parque do Palácio de Eguemberga é um dos poucos jardins históricos da Áustria com o estatuto de património protegido (Denkmalschutz). Por esse motivo, em 1993 começou um projecto de recuperação do jardim, em cooperação com o Gabinete Federal Austríaco de Gestão do Património Cultural (Bundesdenkmalamt), com o objectivo de preservar e reconstruir os jardins como um monumento cultural ao Romantismo. Os elementos ainda existentes tornaram-se reconhecíveis e protegidos e os elementos perdidos foram tão reconstruídos quanto possível. As fases iniciais deste projecto, já concluídas, compreenderam a reconstrução do Jardim de Pequeno-Almoço, de 1848, por trás do palácio, e a reclamação e restauro da Colina das Rosas, que ocorreu durante os meses de inverno de 2007/2008, um dos componentes mais importantes do jardim paisagístico romântico à inglesa.
Adicionalmente, os pavões do Jardim de Pavões de Graz, antigamente localizado entre a cidade interior e o parque da cidade, encontraram um novo lar no parque do Palácio de Eguemberga. Os exemplares são tanto da variedade branca como dos mais comuns pavões azuis indianos. Durante a época de acasalamento, o grasnar barulhento dos machos, bem como sua plumagem brilhante, acrescenta um toque exótico ao esplendor do parque enquanto tentam atrair as menos coloridas fémeas.

### O Jardim dos Planetas

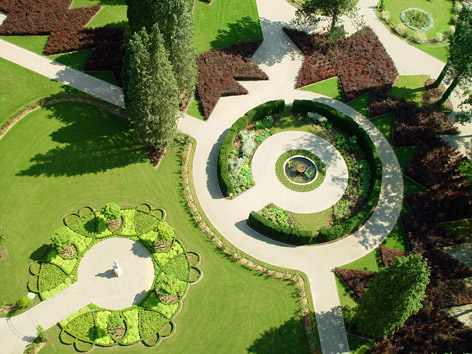
Vista aérea do Jardim dos Planetas

No canto norte dos terrenos, o Jardim dos Planetas, um jardim separado e cercado, passou por tão diversas transformações e usos ao longo da história do palácio, que acabou por ser perceptível apenas pela estrutura espacial.
Devido à falta de registos sobreviventes, foi decidido um novo desenho para o jardim de flores no ano 2000, surgindo um novo jardim a partir duma ideia antiga, incorporando os fragmentos restantes da disposição histórica. A arquitecta paisagista Helga Tornquist recuperou o tema do esquema de Eguemberga e incorporou-o numa criação de jardim contemporâneo. Esta recuperação ocupou de forma lúdica o antigo sistema de "assinaturas" planetárias, o qual é de especial significado para a iconografia do Palácio de Eguemberga.
O lapidário foi estabelecido sobre as fundações da antiga orangerie como um ponto de interesse e de forma a providenciar um cenário apropriado para a colecção de pedras romanas do Joanneum.
O Palácio de Eguemberga entrou no século XXI com a abertura da recém-construída sala subterrânea de exposições contígua ao lapidário, destinada a alojar a colecção arqueológica pré-histórica no outono de 2009, de forma a estar pronta para a celebração do bicentenário do Joanneum em 2011.

## Euro em prata - moeda comemorativa
Em 2002, o Münze Österreich honrou a importância do Palácio de Eguemberga, usando-o como motivo principal para uma das suas mais populares moedas de euro comemorativas em prata: a moeda comemorativa de 10 euros do Palácio de Eguemberga. O reverso mostra uma imagem de Johannes Kepler, um conhecimento pessoal de Eguemberga que leccionou na antiga escola protestante em Graz. O seu principal trabalho, Mysterium Cosmographicum, descrevendo o sistema coperniano, foi escrito enquanto Kepler ainda estava em Graz e teve igualmente um impacto no simbolismo do desenho do palácio.

## Literatura
- Ali, Manuel Said (1957). Dificuldades da língua portuguesa: estudos e observações (PDF). Lisboa: Livraria Acadêmica

- «Revista de Portugal». Lisboa: Tipografia de Editorial Império. XXIII (165). 1958

- Schloss Eggenberg, por Barbara Kaiser. Graz: Christian Brandstätter Verlag, 2006. ISBN 3-902510-80-3 (edição inglesa) ou ISBN 3-902510-96-X (edição alemã).

- The Thirty Years War, por Cicely Veronica Wedgwood. Garden City, NY: Anchor Books, 1961. (reeditado por NYRB Classics, 2005. ISBN 1-59017-146-2).